# Município de Bethlehem (condado de Coshocton, Ohio)
Localização do Ohio nos E.U.A.
O município de Bethlehem (em inglês: Bethlehem Township) é um município localizado no condado de Coshocton no estado estadounidense de Ohio. No ano 2010 tinha uma população de 1123 habitantes e uma densidade populacional de 17,03 pessoas por km².

## Geografia
O município de Bethlehem encontra-se localizado nas coordenadas 40° 21′ 07″ N, 81° 56′ 53″ O. Segundo a Departamento do Censo dos Estados Unidos, o município tem uma superfície total de 65.93 km², da qual 64,98 km² correspondem a terra firme e (1,44 %) 0,95 km² é água.

## Demografia
Segundo o censo de 2010, tinha 1123 pessoas residindo no município de Bethlehem. A densidade de população era de 17,03 hab./km².